# Verbundene Luftkriegsoperation
Eine Verbundene Luftkriegsoperation (VLO) (englisch Composite Air Operation (COMAO)), beinhaltet das koordinierte Zusammenwirken einer großen Anzahl von Luftkriegsmitteln mit einer Reihe sich gegenseitig unterstützender Rollen und Fähigkeiten, um einen gemeinsamen Auftrag zu erfüllen. Der englische Begriff COMAO wird zugleich auch für die Durchführung des Einsatzes sowie die Gesamtheit der teilnehmenden Kräfte verwendet.

## Konzept
Einsätze gegen wichtige oder stark verteidigte Ziele haben nur eine geringe Erfolgswahrscheinlichkeit, wenn sie mit einer geringen Anzahl an Kräften und Mitteln oder über einen längeren Zeitraum verteilt erfolgen. Daher ist die Konzentration der Kräfte einer der Grundsätze der Operationsführung. Darüber hinaus ermöglicht eine zeitliche und räumliche Konzentration des Einsatzes von Luftkriegsmitteln einen wirtschaftlichen Einsatz von Unterstützungskräften. Konzentration der Kräfte verringert zudem die eigenen Verluste. Daher entwickelte die NATO in der Zeit des Kalten Krieges ein Konzept, welches zur Bekämpfung hochwertiger und stark verteidigter Ziele einen Verbund von Fähigkeiten und Mitteln primär der NATO-Luftstreitkräfte unter einer gemeinsamen Führung vorsah. Im Gegensatz zu den schon bis dato bekannten Verfahren, wie z. B. Begleitschutz durch Jagdflugzeuge, wurden nun für den jeweiligen Einsatz maßgeschneiderte Pakete aus unterschiedlichen Flugzeugen mit verschiedenen Einsatzrollen und aus verschiedenen Nationen zusammengestellt. Da die Operation also in einem Verbund der Kräfte und Mittel erfolgte, wurde der Begriff Composite Air Operation gewählt, auf Deutsch Verbundene Luftkriegsoperation, in einigen älteren Veröffentlichungen auch Verbundene Luftoperation. Inzwischen wurde das Konzept auch außerhalb der NATO übernommen.

## Einsatzarten, Ziele
Auf Grund des Kräfteansatzes und der erforderlichen Vorlaufzeit für Planung und Koordination kommen COMAOs nur gegen wichtige Ziele zum Einsatz. Traditionell typische Einsatzarten, bei denen eine COMAO beauftragt wird, sind beispielsweise Angriffe auf strategische Ziele (englisch Strategic Attack), Offensiver Kampf gegen feindliches Luftkriegspotential (englisch Offensive Counter Air) und Abriegelung aus der Luft (englisch Air Interdiction). Im Kalten Krieg wären unter anderem Flugplätze, Führungsstellen, Truppenansammlungen in der zweiten Linie oder Depoteinrichtungen typische Ziele für COMAOs gewesen. Die Verfahren für eine COMAO sind jedoch allgemein anwendbar und können durchaus auch bei Luftlandungen, Unterstützung von Seekriegs- und amphibischen Operationen genutzt werden.

## Zusammensetzung
Eine typische COAMO besteht aus 
- Aufklärern,
- Jagdflugzeugen,
- SEAD-Kräften,
- Bombern und Jagdbombern,
- weiteren Unterstützungskräften, z. B. Störflugzeugen, Flugzeugen zur Luftbetankung und Luftraumüberwachung.

COMAOs können aus Flugzeugen und Hubschraubern bestehen und auch den Einsatz von UAVs beinhalten.

## Planung, Beauftragung, Koordination
Wie alle vorgeplanten Luftkriegsoperationen, werden COMAOs im Luftkriegsplanungszyklus geplant und angewiesen. Ausgehend von der Zielsetzung der streitkräftegemeinsamen Führungsebene (englisch joint), die mittels der Joint Coordination Order verteilt wird, legt der Führer der Luftstreitkräfte seine Schwerpunkte in der Air Operations Directive fest und teilt den unterstellten Combined Air Operations Centres (CAOCs) die Kräfte für die Durchführung zu. Dort erfolgt die Feinplanung und letztlich der Befehl zur Durchführung. Neben der vorgegebenen Zielsetzung und Priorität sind bei der Ausplanung eine Reihe weiterer Faktoren zu berücksichtigen, wie beispielsweise das Wetter, die Verfügbarkeit der eigenen Kräfte, deren Fähigkeiten und Dislozierung und die Bedrohungslage. Steht der Plan, dann verteilt das CAOC die Air Tasking Order (ATO), mit der unterstellte und für den konkreten Einsatz zugewiesene Kräfte und Mittel beauftragt werden. Die ATO enthält detaillierte Angaben über z. B. Anzahl der einzusetzenden Flugzeuge, deren Waffenbeladung, Zielkoordinaten, Zeiten und weitere Informationen zur Koordination. Das CAOC legt auch fest, welches Geschwader dem Mission Commander zu stellen hat. Neben der ATO können weitere Informationen und Anweisungen in Form von Special Instructions (SPINS) herausgegeben werden. Sofern besondere Regelungen und Reservierungen von Lufträumen vorgesehen sind, werden diese mittels Airspace Control Order (ACO) herausgegeben.
Zu planen und explizit festzulegen sind auch die Verfahren um eine COAMO zu stoppen. Grundsätzlich kann nur das CAOC eine beauftragte COAMO auch wieder absagen. Daher ist das CAOC auch sofort zu informieren, wenn bei der Vorbereitung Umstände eintreten, welche die Einsatzbereitschaft oder wesentliche Fähigkeiten von Einsatzkräften beeinträchtigen. Sobald die COMAO gestartet ist, liegt die Verantwortung beim Mission Commander.  Führer einer Formation sind nur berechtigt, Entscheidungen für ihre eigene Mission zu treffen.

## Mission Commander
Der Mission Commander ist für die Koordination des Ablaufs verantwortlich. Er wird möglichst frühzeitig eingebunden und entwickelt seinen Plan für die Umsetzung des Auftrages. Seine Erreichbarkeit ist in der ATO veröffentlicht. Alle an der COMAO teilnehmenden Einheiten sollten Kontakt mit ihm aufnehmen, um Details abzustimmen. Festzulegen sind unter anderem Optionen für Sichtflug- und Instrumentenflugbedingungen oder Nacht, Rendezvouspunkte und -verfahren, Warteräume, Timing, Optionen für das Eindringen in den feindlichen Luftraum und den Rückflug, Reaktionen auf Bedrohungen, Taktiken im Zielgebiet, Koordination von Angriffsverfahren, Waffenwirkung, Verhalten, wenn die Angriffszeiten nicht eingehalten werden, Optionen für einen zweiten Angriff, Ausweichziele.
Sofern alle Teilnehmer an der COMAO an einem Platz stationiert sind, wie es z. B. bei Übungen der Fall ist, dann leitet der Mission Commander die gemeinsamen Vorbesprechungen aller Teilnehmer, die Mass Briefings. Während die COAMO „läuft“ trifft er Entscheidungen, wenn Abweichungen vom Plan erforderlich werden. Er wird dabei unterstützt durch die Führer der verschiedenen Missionspakete, der Jäger, der Bomber, der Aufklärer, der SEAD-Kräfte und der unterstützenden Kräfte. Weil das Führen einer großen COMAO eine sehr komplexe Aufgabe ist, werden dafür nur sehr erfahrene Piloten mit einer besonderen Ausbildung für diese Funktion ausgewählt.

## Ablauf
Eine COMAO kann aus mehr als 100 Flugzeugen bestehen. Ohne vorherige intensive Ausbildung und Übung und ohne standardisierte Verfahren (englisch Standing Operating Procedures (SOPs)) ist Planung und Koordination in der dafür zur Verfügung stehenden Zeit nicht möglich.
Im Prinzip gibt es zwei Varianten einer COMAO, Force Packaging und Force Flow.
- Beim Force Packaging werden die verschiedenen Luftfahrzeuge mit unterschiedlichen Einsatzrollen in einem großen Paket gemeinsam gegen ein einzelnes Zielgebiet und innerhalb eines kleinen Zeitfensters eingesetzt. Die Idee dahinter ist es, die Waffenwirkung in Raum und Zeit zu konzentrieren.
- Beim Force Flow werden viele Flugzeug als individuell beauftragte Elemente eingesetzt. Üblicherweise wird dieses Verfahren gewählt, wenn nur eine begrenzte Anzahl an Unterstützungskräften zur Verfügung stehen, die dann nicht einem einzelnen Paket zugeordnet werden können oder wenn eine Reihe von Einzelzielen nahezu gleichzeitig bearbeitet werden sollen.

Wesentlicher Unterschied ist der erforderliche Grad an Planung und Koordination. Force Packaging erfordert eine sorgfältige Planung und Entflechtung für den gesamten Einsatz. Dies setzt einen sehr enge Koordination zwischen den Planern im CAOC, dem Mission Commander und den Führern der einzelnen Elemente voraus. Beim Force Flow ist der Planer im CAOC für die detaillierte Koordination während des An- und Abfluges zum Zielgebiet verantwortlich, dagegen ist die Koordination und Entflechtung am Ziel Aufgabe der Führer der einzelnen Missionen.
Für eine COMAO könnte beispielsweise folgender Ablauf geplant werden: Zunächst halten Jagdflugzeuge als Jagdvorstoß (englisch fighter sweep) den Anmarschweg der Einsatzkräfte von feindlichen Jagdflugzeugen frei. Nachfolgend bekämpfen SEAD-Kräfte die feindlichen Flugabwehrraketen im Einflugbereich bis zum Zielgebiet. Danach folgt das Paket der Bomber. Diese werden ggf. bis zum Ziel von Begleitjägern (englisch escort) geschützt. Nach Bekämpfung der Ziele sichern die Jagdflugzeuge und SEAD-Kräfte den Rückflug. Wenn erforderlich, kann eine COMAO durch Tanker, Flugzeuge für elektronische Kampfführung und Luftraumüberwachung unterstützt werden. Diese halten sich in einer solchen Entfernung zum Einsatzraum auf, dass sie nicht unmittelbar bedroht sind. Falls erforderlich, würden Aufklärer unmittelbar vor dem Angriff die Lage am Ziel verifizieren und an den Führer der Bomber melden (englisch recce-attack interface (RAI)). Nach dem Angriff könnte der Erfolg mittels eines erneuten Aufklärungseinsatzes dokumentiert werden (englisch battle damage assessment (BDA)).

## Ausbildung
Ein reibungsloser Ablauf einer COAMO erfordert große Erfahrung und viel Übung der Teilnehmer. Daher entstanden früh spezielle Lehrgänge für Schlüsselpersonal. COMAOs zudem immer Bestandteil größerer Übungen der Luftstreitkräfte.
- Die bekannteste Ausbildungseinrichtung in Europa ist das Tactical Leadership Programme (TLP). Dort werden schon seit Ende der 1970er Jahre regelmäßig COMAO Lehrgänge angeboten, an denen Besatzungen, aber auch Radarleitoffiziere, Feuerleitoffiziere und Unterstützungspersonal teilnehmen können.[12]
- Das Führen von COMAOs ist auch Bestandteil der Ausbildungsgänge zum Waffenlehrer (englisch weapons instructor course (WIC)), z. B. an der Waffenschule Luftwaffe.[13]